# アキ・シマザキ
アキ・シマザキ（Aki Shimazaki、島崎あき、1954年 - ）は日系カナダ人作家。岐阜県出身。1981年にカナダに移住し、1991年からモントリオール在住。1995年からフランス語を学び始め、1999年に最初の小説『椿』を発表。2004年発表の『蛍』で、カナダで最も権威のある文学賞である総督賞を受賞。日本社会や日本人の精神性を描いた五部作を3巻（計15冊）発表している。

## 背景
アキ・シマザキは1954年に岐阜県に生まれた。4人姉妹である。子どもの頃から小説や伝記を読み耽り、特に太宰治のような数奇な運命をたどった作家に惹かれた。小説家になりたいと思ったきっかけは、11歳のときに姉から贈られたフランシス・ホジソン・バーネットの『小公女』を読んだことであった。13歳から短編小説を書き始め、18歳から、この姉が教育委員会から助成金を受けて編纂した文学雑誌に随筆を発表した。
5年間にわたって幼稚園教員を務める傍ら、塾で英語文法を教えたが、「日本は（人間関係などが）重たい」、日本社会の女性に対する抑圧に耐えられないと感じ、1981年、26歳のときにカナダへの移住を決意。外国で生活するには、仕事のできるビザが必要と考え、移民ビザを申請した。バンクーバーに5年、次いでトロントに5年滞在した後、1991年にモントリオールに移り住んだ。バンクーバーではコンピューター会社、トロントでは保育所に勤め、モントリオールでは日本語を教えるなどして生計を立てた。

## 著作活動
フランス語圏であるモントリオールに暮らし始めて4年目の1995年、40歳で初めてフランス語を学び始めた。6か月かけて独学で文法を一通り勉強した後、移民向けのカティマヴィック校（ケベック州政府主宰）で10か月かけて集中的に学習した。フランス語の授業でアゴタ・クリストフの『悪童日記』を読んだことが大きな転機となった。簡潔で直接的な言葉で深みのある内容を力強く表現していることに感動し、続けてクリストフの三部作の他の作品、『ふたりの証拠』、『第三の嘘』を読み進むうちに、同じような文体で小説を書きたいと思うようになった。また、最初の小説のテーマの一つである「異母兄妹の恋」も『第三の嘘』から着想を得たものであった。
シマザキはすでにカナダの邦字新聞『日加タイムス』に短編小説を発表していたが、フランス語で書いた作品は『椿』が最初である。しかもこの作品はフランス語を勉強し始めてわずか4年後の1999年にケベックのルメアック社とフランスのアクト・シュッド社から刊行され、さらに、同年、モントリオール図書大賞最終候補作となり、カナダ作家協会賞の審査では「優秀」の評価を受けた。この後、翌2000年に『蛤（ハマグリ）』、2001年に『燕（ツバメ）』、2003年に『忘れな草』、2004年に『蛍（ホタル）』と、中編小説を次々と発表し、『蛤』はケベック文学アカデミーのランゲ賞、『忘れな草』はカナダ芸術評議会のカナダ・日本文学賞、『蛍』はカナダで最も権威のある文学賞である総督賞（フランス語長編・短篇小説部門）をそれぞれ受賞した。これら5作は2010年4月に五部作第1巻『秘密の重み』として刊行された。以後も1～2年に1冊のペースで作品を発表し続け、2017年11月に五部作第2巻『大和の心』、2019年に五部作第2巻『薊（アザミ）の影』が刊行された。

## 文体・題材
アゴタ・クリストフの影響を強く受けたシマザキの文体は、簡潔で直接的なミニマリズムの文体と評されている。また、簡潔な文体と併せて、季語を書名にしていることから、俳句の影響もしばしば指摘される。
題材は、これまでのところ、すべての作品で日本人を登場人物として日本社会や日本人の精神性を描いている。背景には、1910年の韓国併合、1923年の関東大震災・関東大震災朝鮮人虐殺事件、1931年の満州事変、1937年の南京大虐殺、第二次世界大戦中の大日本帝国、長崎・広島への原子爆弾投下、戦後の高度経済成長などの20世紀の日本の歴史が描かれる。五部作は共通する人物が登場する。たとえば、第1巻『秘密の重み』は、戦時下の日本を舞台に、異母兄妹のユキオとユキコを中心に二人の両親、その親や子の複雑な関係、語ることのできない過去（婚外子、在日朝鮮人女性と神父の関係、無精子症、父親殺害とその直後の原爆投下）が、作品ごとにそれぞれの登場人物の視点から語られていく。シマザキは日本に対して批判的である。移住を決意した理由もそうであったが、特に抑圧的・閉鎖的な日本社会、縦型社会、「常に丁重な態度で、保守的で、体制順応的な」日本人を批判し、いまだに根強い儒教思想を指摘する。インタビューで、主に作品の舞台となっている20世紀前半の日本と、後半の日本とではどのような違いがあるかという質問に対して、「精神性はほとんど変わっていない」と答えている。フランス語で書いているが、日本人が読んだらどう思うだろうかという質問に対しては、日本にいた頃から日本社会を批判し、特に教育制度を批判する記事を新聞に掲載していたし、絶えず体制側の不正と闘っていたが「疲れてしまった」と説明し、「日本人はアメリカ人と違って、日本社会のネガティブな面に対する批判を受け止めることができる」、「外国人の日本人観に関心がある」と語っている。

## 著書・受賞
著書はすべてケベックのルメアック社とフランスのアクト・シュッド社から刊行されている。上記以外の賞はルメアック社の情報による。
Le poids des secrets (秘密の重み - 五部作第1巻)
- 1999年 - Tsubaki (椿) - モントリオール図書大賞最終候補作、カナダ作家協会賞の審査で「優秀」の評価、2017年ケベックのエルヴェ・フーロン賞（フランス語版）最終候補作
  - アキ・シマザキ『椿』鈴木めぐみ訳、森田出版、2002年
- 2000年 - Hamaguri (蛤) - ケベック文学アカデミーのランゲ賞
- 2001年 - Tsubame (燕)
- 2003年 - Wasurenagusa (忘れな草) - カナダ芸術評議会のカナダ・日本文学賞
- 2004年 - Hotaru (蛍) - カナダ総督賞（長編・短篇小説部門）

Au cœur du Yamato (大和の心 - 五部作第2巻)
- 2006年 - Mitsuba (三つ葉) - 2009年アルグ・ドール賞（フランス・ブルターニュ地方サン＝ブリアック＝シュル＝メール（フランス語版）の文学賞）[19]、2007年書店賞最終候補作。
- 2008年 - Zakuro (柘榴) - 2009年ケベック書店賞（フランス語版）最終候補作、カナダ総督賞（長編・短篇小説部門）最終候補作
- 2010年 - Tonbo (蜻蛉) - 2011年レバノン高校生の文学賞最終候補作
- 2012年 - Tsukushi (土筆)
- 2013年 - Yamabuki (山吹) - 2014年フランス語作家協会（フランス語版） (ADELF) のアジア文学賞（フランス語版）

L'ombre du chardon (薊（アザミ）の影 - 五部作第3巻)
- 2014年 - Azami (薊) - 2015年書店賞最終候補作
- 2015年 - Hôzuki (鬼灯（ホオズキ）)
- 2016年 - Suisen (水仙) - 2017年ケベック書店賞予選通過作
- 2017年 - Fuki-no-tô (蕗の薹)
- 2018年 - Maïmaï (蝸牛)

第4巻
- 2019年 - Suzuran (鈴蘭)

## 参考資料
- Linda Amyot, Aki Shimazaki. Ce qu’on ne peut pas dire, Nuit blanche, Numéro 108, automne 2007, p. 44-49 - インタビュー。
- 和田良子、ピープル - 島崎あき、FROM-MONTREAL.COM.
- 小畑精和「フランス語圏におけるケベック文化政策の影響」『明治大学人文科学研究所紀要』第74冊、明治大学人文科学研究所、2014年3月。
- Frédérique Doyon (17 novembre 2005), Littérature - Aki Shimazaki, lauréate du Prix du gouverneur général pour son roman Hotaru, Le Devoir.
- Danielle Laurin (7 février 2009), Du pur, du vrai Aki Shimazaki,  Le Devoir.
- 小倉和子「ケベック文学への誘いざない ― 多様性に開かれるフランス語 ―」『ことば・文化・コミュニケーション』創刊号、2009年。